# Sport Club Kriens 2015-2016
Questa voce raccoglie le informazioni riguardanti il Sport Club Kriens nelle competizioni ufficiali della stagione 2015-2016.

## Rosa
Aggiornata alla fine della stagione.
| N. |                               | Ruolo | Calciatore        |
| -- | ----------------------------- | ----- | ----------------- |
| 1  | Nigeria (bandiera)            | P     | Sebastian Osigwe  |
| 2  | Svizzera (bandiera)           | D     | Halit Bajrami     |
| 3  | Svizzera (bandiera)           | D     | Daniel Fanger     |
| 4  | Svizzera (bandiera)           | D     | Manuel Fäh        |
| 5  | Svizzera (bandiera)           | D     | Till Fischer      |
| 6  | Brasile (bandiera)            | C     | Henrique Bem      |
| 6  | Svizzera (bandiera)           | C     | Nicholas Walker   |
| 7  | Svizzera (bandiera)           | C     | Marco Wiget       |
| 8  | Svizzera (bandiera)           | C     | Anthony Bürgisser |
| 8  | Macedonia del Nord (bandiera) | A     | Edmond Selmani    |
| 9  | Macedonia del Nord (bandiera) | A     | Skumbim Sulejmani |
| 10 | Brasile (bandiera)            | C     | Guto              |
| 11 | Svizzera (bandiera)           | C     | Nahuel Allou      |
| 12 | Svizzera (bandiera)           | A     | Omar Thali        |
| 13 | Svizzera (bandiera)           | C     | Kevin Kehrer      |

| N. |                               | Ruolo | Calciatore          |
| -- | ----------------------------- | ----- | ------------------- |
| 14 | Portogallo (bandiera)         | C     | Michel Da Costa     |
| 15 | Macedonia del Nord (bandiera) | C     | Goran Stojanov      |
| 16 | Croazia (bandiera)            | D     | Stipe Drmić         |
| 16 | Serbia (bandiera)             | D     | Dejan Sorgić        |
| 17 | Svizzera (bandiera)           | C     | Jérôme Bühler       |
| 18 | Svizzera (bandiera)           | P     | Nils Bruhnsen       |
| 19 | Svizzera (bandiera)           | A     | Ali Mourad          |
| 20 | Svizzera (bandiera)           | D     | Chris Kablan        |
| 21 | Svizzera (bandiera)           | A     | Nico Siegrist       |
| 22 | Colombia (bandiera)           | P     | Aaron Hönger-Acosta |
| 23 | Portogallo (bandiera)         | C     | Diogo Costa         |
| 24 | Svizzera (bandiera)           | D     | Kevin Röthlisberger |
| 25 | Kosovo (bandiera)             | D     | Fisnik Hasanaj      |
| 30 | Svizzera (bandiera)           | C     | Michael Weber       |